# دریای بلخاب
دریای بلخاب یا رودخانهٔ بلخاب (لاتین: باکتروس Bactrus) دریایی (رودخانه) است در ولایت بلخ در افغانستان. دریای بلخاب در واقع همان دریای بلخ است. بلخاب یعنی آب بلخ. این دریا یکی از دریاهای تاریخی است که در بسیاری از منابع کهن از آن به نیکی نام برده شده‌است.
در کتاب معروف فضائل بلخ اثر ابوعبدالله محمد بن داود واعظ بلخی که در اوایل قرن هفتم نوشته شده‌است درباره بلخاب یا همان دریای بلخ چنین می‌گوید: «آبادانی این شهر بدان بود که حق تعالی بی دستبرد هیچ مخلوقی، آبی لطیف و سازوار بر روی زمین هموار لطیف روان کرده‌است. نه چنان‌که در دیگر بلاد خراسان و غیر آن است که به تکلیف بسیار و زحمت بی‌شمار کاریزها کنند و در بعضی جای‌ها رنج‌های صعب، تا آب بر روی زمین روان شود. منبع و مخرج این، از چشمه‌های خوش و سنگ‌های پاکیزه بیرون می‌آید تا آن گاه که به فضای صحرای زمین بلخ می‌رسد.» (۱)
در منابع اسلامی دریای که به نام باکتروس، تجن، و اوچوس نام‌گذاری شده بود با نام بلخاب یا رود بلخ شناخته شد. نام معروف تر دریای بلخاب دهاس بوده‌است. ابن حوقل، جغرافیانویس دوره اسلامی می‌نویسد: «دهاس به معنی آنچه ده آسیاب را بگرداند. این نهر از دروازه نوبها می‌گذرد و روستاهای آن را تا سیاه گرد سیراب می‌کند.» (۲)
این دریا از نشیب شمالی انتهای غربی کوه بابا و حصار منبع می‌گیرد. کوه بابا در بین کوه‌های منطقه وضعیت مرکزی دارد. پوشیدگی قله‌های این کوه از برف، شرایط خوب ذخیره آب را به وجود آورده و از این جهت رودهایی که از این کوه سرچشمه می‌گیرند، اغلب دارای آب دایمی هستندو بلخاب از نشیب شمال این کوه سرچشمه می‌گیرد. بلخاب وقتی که به حوالی شهر بلخ (مزارشریف امروزه) می‌رسد، زمین‌های اطراف خودرا آبیاری می‌نماید و از جنوب غربی شهر تاریخی بلخ گذشته به شهر آقچه می‌رسد. (۳) و در فصل زمستان به دریای آمو می‌ریزد.
ابن واضح یعقوبی مورخ و جغرافیانویس عرب می‌نویسد: «دریای بلخ از چشمه‌های میان کوه‌ها بیرون می‌آید و میان دهانهٔ آن و شهر بلخ ده منزل راه است.» (۴)
یکی از ویژگی‌های دریای بلخاب، شیرینی و صافی و خالص بودن آن است. این دریا تا به بلخ و مزارشریف می‌رسد بیش از ۳۵۰ کیلومتر راه طی می‌کند؛ و بنابراین در این مسیر طولانی صیقل می‌خورد و خالص می‌شود. مهم‌تر این که تمام این مسیرطولانی، کوه و سنگلاخ و دره است. این دریا در مسیر خود دایماً با سنگ‌ها و صخره‌ها و سنگلاخ‌ها برخورد می‌کند، موج برمی‌دارد، موج‌ها به هم می‌خورند، کف می‌کنند، می‌خروشند و به پیش می‌روند. دیگر این که مسیر دراز دریا یک سره سراشیبی است، آن هم سراشیبی بسیار تند. از بند امیر تا خود مزارشریف تقریباً زمین همواری وجود ندارد. به خاطر این ویژگی هاست که دریای بلخاب به پاکیزگی و خلوص ممتاز شده‌است. برخی آن را از جمله آب‌های معدنی و طبی به‌شمار آورده‌اند. واعظ بلخی در کتاب فضائل بلخ در این مورد می‌نویسد: «آنچه در اوصاف آب گفته‌اند حکما، در این آب موجود است؛ اول آن که شدید الجاری است و منبعش دور و ممرآب، بر جای پاک است و با کبریت و زاج و ملح مختلط نیست و از جای عفن نیست …»(۵)
نکتهٔ که در این‌جا لازم است یادآور شویم این که در منابع معتبر روایی، تفسیری، تاریخی و جغرافیایی رود بلخ، دریای بلخ، نهربلخ زیاد به کار رفته‌است. گاهی مراد از آن دریای آمو یا رود جیحون است که در منابع مختلف عربی و پارسی معروف است و از دریاها و رودهای معروف جهان است. این رود به نام رود بلخ و نهر بلخ نیز خوانده شده‌است. مثلاً شیخ طوسی (وفات۴۶۰ق) از عبدالله ابن‌عباس نقل کرده که گفته‌است: «اصل نهرهای گوارای عالم چهارتاست: نهر بلخ، فرات، دجله، نیل.»(۶) که مراد از نهربلخ همان دریای آمو یا جیحون است.
منابع بسیاری از شیعه و اهل سنت این روایت را از پیامبر اکرم نقل کرده‌اند که اصل دریاها پنج تا بوده‌است که خداوند آن‌ها را از یک سرچشمه‌ای در بهشت، به زمین آورده و جاری کرده‌است؛ «مقاتل عن عکرمه عن ابن‌عباس عن النبی: انّ الله تعالی انزل من الجنّهٔ خمسهٔ انهار؛ سیحون و هو نهر الهند، جیحون و هو نهر بلخ، دجلهٔ و الفرات و هما نهرا العراق و النیل و هو نهرمصر، انزلها الله من عین واحدهٔ و اجراها فی الارض و جعل فیها منافع للنّاس فی اصناف معایشهم و ذلک لقوله تعالی: «وَأَنزَلْنَا مِنَ السَّمَاء مَاء بِقَدَرٍ فَأَسْکَنَّاهُ فِی الْأَرْضِ وَإِنَّا عَلَی ذَهَابٍ بِهِ لَقَادِرُونَ.»(۷)
اما رودی که به داخل شهر بلخ می‌آید و به هجده نهر تقسیم شده زمین‌های اطراف بلخ را آبیاری می‌کند همین رود بلخاب است. هیچ رود دیگری غیر از رود بلخاب در آن حوالی وجود ندارد. رود جیحون یا دریای آمو که در برخی منابع به رودبلخ تعبیر شده‌است، در مرز بین ولایت بلخ و شهر ترمذ که از شهرهای ازبکستان کنونی است واقع شده‌است. این دریا از کوه‌های واخان و تبّت در بین افغانستان و تبت چین و کشمیر سرچشمه می‌گیرد و خط مرزی بین افغانستان و ازبکستان و تاجکستان و ترکمنستان را تشکیل می‌دهد و سرانجام در منتهی‌الیه مرز غربی افغانستان، راه خود را به سمت خاک ترکمنستان کج می‌کند و از خاک افغانستان فاصله می‌گیرد.
دریای آمو یا نهرجیحون به دلیل فاصله زیاد نه تنها استفاده‌ای برای شهر بلخ ندارد که به دلیل نداشتن امکانات حتی شهرهای مرزی افغانستان نیز از آن استفادهٔ چندانی نمی‌توانند ببرند. در فصل بهار که آب دریا زیاد می‌شود، کشتزارها و خانه‌های مردم زیر آب می‌روند و خسارات زیادی به مردمان حاشیه رودخانه که بیشترشان برادران ترکمن ما هستند وارد می‌شود. خصوصاً که کشورهای واقع در شمال دریا، با احداث دیوارهای سیمانی محکم، مانع طغیان آب به طرف خودشان می‌شوند و با ابزارهای جدید، به اندازه کافی از آن استفاده می‌کنند. نگارنده این واقعیت تلخ را خود از نزدیک دیده‌است.
پس گرچه در برخی منابع از رود یا دریای جیحون به نهربلخ تعبیر شده‌است؛ آن هم به خاطر این که آن رود از نواحی بلخ کهن عبور می‌کند و یکی از رودهای بزرگ و معروف جهان است اما رودی که با بلخ و شهر تاریخی بلخ پیوند ناگسستنی دارد و شهر بلخ و نواحی آن را سرشار از نعمت و سرسبزی و شادابی می‌کند همان دریای بلخاب است. دریای بلخاب در شکل‌گیری بلخ حسنا و امّ‌البلاد که خود اولین مرکز تمدنی منطقه و آریایی‌ها بوده‌است نقش تعیین‌کننده دارد که خود جداگانه باید بررسی شود.
چنان‌که اشاره شد سرچشمه دریای بلخ یا بلخاب از بند امیر است اما در ناحیه بلخاب، دریاهای دیگری که از کوه‌های اطراف بلخاب سرچشمه می‌گیرند و از دره‌های کوچک و بزرگ سرازیر می‌شوند زیاد است. مهم‌ترین آن‌ها یکی دریایی است که از کوه‌های بیغوله به پایین می‌ریزد و از دره مزار گذشته در ناحیه مرغزار به دریای بند امیر می‌پیوندد.
در قسمتی از همین شاخه از رود بلخاب در جایی به نام «پای جه» بند یا سد طبیعی وجود دارد که زیبایی خاصی به منطقه بخشیده‌است. این سد طبیعی حدود یک کیلومتر طول و نیم کیلومتر عرض دارد. اطراف آن را نیزارها و چمن زارهای وسیع احاطه کرده‌است. برای کسی که آن را بار اول می‌بیند، احساس می‌کند که قطعه‌ای از بهشت را می‌بیند.
در مرغزار چنان‌که دو شاخه از دریای بلخاب به هم می‌رسند، همچنین در دهانه مرغزار، دره بلخاب به دو شاخه تقسیم می‌شود؛ یگی به سمت جنوب غرب ادامه می‌یابد که تا یکه و لنگ امتداد دارد و دریای بند امیر در دل همین دره جریان دارد. شاخه دیگر مسیر خود را به سمت غرب کج می‌کند و پس از حدود چهل کیلومتر به کوه‌های اطراف بیغوله برخورده پایان می‌یابد. این کوه‌ها آخر بلخاب از سمت غرب است.